# مهدي منصور
مهدي منصور (1985-) شاعر لبنانيّ مقيم في باريس، حاصل على الدكتوراه في الفيزياء ودبلوم في التربية من جامعة هارفرد وماجستير من جامعة باريس. له ثماني مجموعات شعرية، وكتاب في الفيزياء وكتاب في التربية والتعليم بالإضافة إلى العديد من المحاضرات منها محاضرة TED حول الشعر والفيزياء. حاصلٌ على العديد من الجوائز العربية من بينها جائزة دبي الثاقافية عن ديوان "الظل فجرٌ داكن" وجائزة ناجي نعمان الأدبية عن ديوان «يوغا في حضرة عشتار» وجائزة الأميرعبدالله الفيصل للشعر العربي.

## النشأة والتعليم
ولد مهدي منصور سنة 1985م. في لبنان، وتنقل مع أهله بين جنوب لبنان وبيروت وجبل لبنان. كتب الشعر في سن مبكرة وتميّز بشغفه في الشعر والعلوم والرياضيات. لذا، تخصص بالعلوم والأدب والتربية والتعليم، حيث حصل ماجستير في التعليم المتداخل من جامعة باريس سيته 2024، دبلوم في القيادة التربوية من جامعة هارفرد، دكتوراه في مجال الفيزياء من جامعة بيروت العربية 2015، والبكالوريوس في الأدب العربي من الجامعة اللبنانية 2007، . حصل على دبلوم في التعليم المتداخل من الجامعة الأمريكية في بيروت، وزمالة مبادرة الشرق الأوسط للتعلم المهني لدى جامعة هارفارد لفوج عام 2020م.

## مسيرته والنقد
تشمل أبرز المواضيع التي يتناولها شعره مواضيع الحب، والوطن، والقضايا العربية، والاجتماعية والوجودية.
ترى منار علي حسن أن مهدي -وهو الحاصل على الدكتوراه في الفيزياء- استطاع أن «يؤنسن الفيزياء ويفكك طلاسم الشعر مضفيًا في كلا تجربتيه طابعاً إنسانيّاً شاملاً وبُعداً كونيّاً يترجم أدق الهواجس الإنسانيّة ويطرح الاسئلة التي تضع الإنسان في مواجهة مع ذاته». وعن رأيه في العلاقة بين الاثنين، يرى مهدي أن الفيزياء انعكست على خيال شعره، وعلى الجانب الآخر ساعده الشعر في أن يحظى برؤية أفضل كفيزيائي، فيقول: «وما كان لي وأنا أتعاطى من عالمين غير مرئيين، الجزئيات أعني واللحظة الشعرية، إلا أن أقتنع بالحدس عيناً ثالثة لكي أرى... أعتقد أن الفيزياء هي شعر الكون، والشعر هو عروض هذا العالم، سواءً كتبت عروضيا أم لا، أقصد بناء هذا العالم، فما يستطيع أن يراه الشاعر قد يقدم له كفيزيائي أكثر بكثير مما يستطيع أن يراه الفيزيائي». يقول مهدي أن من أهم المواضيع التي تؤرقه، هو اعتقاده أن الشعر «لم يعد قادراً على إسعاد العالم». يقول أنه كان يرى أنّ «العالم قذرٌ جداً والشعراء كنّاسوه... بتّ أرى أن الشعراء تكاسلوا عن جعل العالم مكاناً أفضل وأكثر حياةً».
يرى مهدي أن مواقع التواصل الاجتماعي ساعدت في انتشار الشعر والشعراء، وأن الكُتَّاب يستطيعون من خلالها أن يروجوا لأنفسهم ويحصلوا على جمهور كبير. ويقول مهدي إن العديد من الشعراء قد «أدركوا أن عصر التجديد قادم لا محالة، لذلك حضروا بأصواتهم وصورهم وأشعارهم إلى «السوشيال ميديا»، واستغل بعضهم هذا الفضاء من أجل ألا يتركوا هذه المساحة الشاسعة لكل من ادعى الشعر».
يصف مهدي القصيدة الشعرية من حيث التكثيف وضغط المعاني بالكبسولة التي «لو وضعت في البحر تستطيع أن تتحلّل»، ويرى أن صغر أو كبر حجم النص لا يعني شح المعاني بل «كلّما اتّسعت الرؤية ضاقت العبارة»، حسب تعبيره، وينسب مهدي هذا الرأي لمحمد بن عبد الجبار بن الحسن النفري الشاعر الصوفي. بالإضافة إلى ذلك، يجادل أن هذه الخاصية هي ميزة الشعر عن سائر أنواع الأدب الأخرى مثل المقال والرواية.
وصفت زهرة مرعي مهدي منصور بأنه «شاعر من الجيل الجديد. في نصه روح زمنه». وتجادل بأنه قد تسلم راية الشعر من قبل غسان مطر وسعيد عقل.
يُعدُّ منصور من أكثر الوجوه الشعرية تمثيلاً للبنان في المحافل الشعرية والمهرجانات الثقافية حيث مثّل لبنان في معظم الدول العربيّة كالأردن، الإمارات، قطر، عمان، تونس، موريتانيا، السودان، والعديد من العواصم الأخرى. والجدير ذكره أنّ قصائد منصور تُدرّس في بعض كتب الأدب العربي في المناهج اللبنانية والعربيّة، كما ترجمت بعض قصائده إلى لغات عدة منها ترجمة إلى اللغة الألمانية ضمن دراسة «أنطوبولوجيا» أعدّها معهد غوتّه الألماني كذلك ترجمة للغة الإنجليزية صدرت العام 2018.

## المؤلفات
- أخاف الله والحب والوطن: شعر، شركة المطبوعات للتوزيع والنشر، بيروت، 2016.[13][14]
- فهرس الإنتظار، شركة المطبوعات للتوزيع والنشر، بيروت، 2018.[15][16]
- الأرض حذاء مستعمل: شعر، شركة المطبوعات للتوزيع والنشر، بيروت، 2016.[17][18]
- الظل فجر داكن: شعر، شركة المطبوعات للتوزيع والنشر، بيروت، 2014.[19][20]
- يوغا في حضرة عشتار، 2010.[21]
- قوس قزح 2007[22]
- مريم، دار البنان، 2015.[23]
- متى التقينا؟ دار البنان، 2003.[24]
- أنت الذاكرة وأنا، دار البنان، 2008.[25]
- كي لا يغار الأنبياء، بيسان للنشر والتوزيع، 2010.[26]

## الجوائز
- فاز ديوانه «يوغا في حضرة عشتار» بجائزة ناجي نعمان الأدبية وطُبٍع على نفقة الجائزة.[10]
- نال الجائزة الأولى في «مباراة الإبداع» لطلّاب الجامعات العربيّة التي أقيمت في العين – بالإمارات عام 2004.
- حائز على ذهبية الشعر المرتجل في برنامج «المميزون» عام 2003.[11][27][28]
- حائز على جائزة لجنة تحكيم برنامج «أمير الشعراء» عام 2008[11][27][29]
- حائز على جائزة دبي الثقافية 2013 عن ديوان «الظل فجرٌ داكن»[30][31]
- حصل على جائزة الأمير عبدالله الفيصل للشعر العربي (2024) مع الفنانة فايا يونان عن فئة القصيدة المغنّاة "يا قاتلي" [32]

## احتفاء وتكريم
- تكريم الجامعة الأمريكية في بيروت للشاعر مع أمسية خاصة له | 2011
- تكريم جامعة NDU في لبنان للشاعر مع أمسية خاصة له | 2015
- تكريم الجامعة اليسوعية في لبنان للشاعر مع أمسية خاصة له | 2015
- تكريم جامعة بيروت العربية للشاعر مع أمسية خاصة له | 2012
- تكريم إمارة الشارقة للشعراء العرب في دولهم | 2011
- مهرجان الشارقة للشعراء العرب | 2013[33]
- ملخّص مشاركات الشاعر وحضوره الشعري حتى العام 2015 في هذا الفيديو
- أمسية خاصة في الجامعة اليسوعية في لبنان | 2023[34]
- احتفاء في جامعة NYUAD "عن الشعر والموسيقى في حضرة بروين حبيب، مهدي منصور وفرج أبيض" | 2023[35]

## قالوا عنه[36]
الشاعر عبد القادر الحصني:
في مهدي منصور، إنساناً وشاعراً، جرعتان من القلق والألق، ما تمازجتا إلّا وحاكتا الطبيعةَ والخلقَ. فبين اعتلاج ما تعاني الجذورُ من عتمَة وأشواقٍ وزهوة ما يعتري الأغصانَ والأوراقَ من تفتُّحٍ وإشراقٍ ما يجعلُ منهما أقنومَ حياة. أسئلةٌ حادّةٌ وصارخةٌ مطبوعةٌ بجرأة العقلِ واجتراءِ النفسِ، واحتضانٌ لتداعيات الوجوديِّ بالحميم والإنسانيّ، فإذا ما بينه وبين ما عليه الأجوبةُ من احتمال ينزعُ إلى الجمال، ويسمو سموَّ الفنِّ عن جدالٍ وفصلِ مقال. فالأغنيةُ أعمقُ من الفلسفة إذا تمثّلتْ ما أشرتُ إليه من محاكاةٍ وأقنوم.
هوذا أنت خارجٌ من مُقيَّدِ فيزياءِ الصوتِ، داخلٌ في مطلقِ سيمياءِ اللغةِ، فدعنا نقولُ: إنّكَ شاعرٌ لم تكن منتظَراً.
الشاعر محمد علي شمس الدين:
أن تكون شاعراً أرتوازياً، ذلك هو مقصد مهدي منصور في قصائده. المغادرة من السطح إلى الجوف تضع الشاعر أمام ما لا يراه السطحيون، وهو حين يكشف الستارة عن بئره يحرّض المترددين والخائفين على النزول إلى الغمر المغامرة. مهدي منصور ينضم إلينا نحن الذين جرحنا الغيب، واختصمنا طويلاً مع آبائنا وأمهاتنا وآلهتنا لكي تولد قصيدةٌ من الدم الحرام. إذ ليس إلا في الدم الحرام تتم مصالحتنا مع العالم الثور.
فارمِ نردك واغمض عينيك، وتوكّل، فما بعد التوكّل شيء...
الشاعر شوقي بزيع:
يكتُبُ مهدي منصور الشعر لأنّه لا يستطيع أن يتقنَ "عملاً" آخر سواه. ذلك أنّه ممسوسٌ منذ الولادة بتلك الكهرباء البرّية التي لا ينفكّ يعملُ على ترويضها وتنقيتها من الفوضى، وتبويبها في أوزانٍ وقوافيَ ورعشات. كأنّ الشعر عنده احتفالٌ غنائيٌّ، وتسييلٌ تعبيريٌّ لطرب الحواس، وتواطؤ غير متعمّد بين الإفتتان باللغة والإفتتان بالأنوثة.
يُدركُ مهدي، رغم ذلك، أنّ التحدّي الأخطر المرفوع في وجههِ هو من المنجز "التفعيلي" السابق الذي كاد أن يستنفدَهُ روّاد الحداثة المؤسّسون. ولذا فهو يقاتلُ على جبهتين اثنتين: جبهة الصراع مع الآخرين فوق أرضٍ شبه محروقةٍ بالكامل، وجبهة الصراع مع نفسه، بُغية انحيازٍ أكثر للمعنى، وتشذيب للقصيدة من فائض الكلام وحمولة الإنشاد الزائدة. وعلى الدرب الخطرة لاصطياد الينابيع أكادُ أجزمُ بأنّ مهدي منصور، مع قلّةٍ قليلةٍ من مجايليه، سيدرأ عن قصيدة الوزن شبهة التأسُّن والإستنفاد، وسيشرّعُها على المدهش والمفاجئ وغير المتواطئ.
الشاعر غسان مطر:
كنتَ أميناً على القليل فسأجعلك أميناً على الكثير. هكذا قال السيد المسيح لمن سلّمه الوزنات فنمّاها.
ولمهدي منصور حامل وزنات الاصالة والحداثة نقول: «الأمانة بين يديك وعلى شقّ قلمك، فتدلَّلْ لأنك حامي الشعر من العبث، وصيّاد الجواهر التي لا يطالها إلا من كان مثلك أميناً على الكثير
منحاز أنا اليه؟ نعم، كما أنا منحاز الى عطر وبحر وقمر وكرامة. فمهدي أحد النسور اليافعة. بين جناحيه إطلالات على شمس الرؤى، يُتعبها ولا تتعبه. وحين يتفرّد في البيت أو القصيدة يبتسم كقاطف الورد وقد امتلأت رئتاه عبقاً، أو كعاشق وقد ارتوت شفتاه من خمرة القُبَل.
طريُّ هو عمراً وناضج شعراً، وهذا لا يتأتّى إلاّ لمن نطق بالشعر وهو جنين في رحم أمه. أفتكون قصائد مهدي الأولى هي الكلمات الأولى التي غنّاها يوم كان طفلاً يحبو؟
يوم سمعته للمرة الأولى أدركتُ أني أمام اكتشاف جميل. وصرت كلما سمعته أصفّق فرحاً وأتيه طرباً كما لو أنني أشمّ رائحة من تلك المعلّقات المكتوبة بماء الذهب على أستار الكعبة.
ولم يفاجئني أنه لا ينفر ولا يتبرّم حين كنت أبدي رأياً أو أقترح تصويباً. ذاك أن مهدي، في الشعر، كالمتصوّف الذي كلما عثر على صلاة جديدة أحسّ بأنه ازداد قرباً من الله.
ولست أدري إن كان أتى من الشعر الى الفيزياء أو من الفيزياء الى الشعر. ولكنني أجزم بأن القصيدة عنده فيزياء مركبة لها قوانينها السرية، وفيه يصحّ أن العلم والشعر لا يتناقضان طالما أن الكون، بما خفي منه وما بان، هو السؤال الذي منه يغرف الشعراء والعلماء.

## مشاركات وأنشطة
- عضو لجنة تحكيم جائزة عصام العبد الله الشعرية [37]| 2021
- انتخب عضوًا الهيئة الإدارية للحركة الثقافية في لبنان[38] | 2014-2019
- ·انتُخب عضوّا الهيئة الإدارية لاتحاد الكتاب اللبنانيين[39] | 2012-2014 ·
- كاتب مقال في جريدة السفير اللبنانية[40] | 2012-2017·
- مشاركات كثيرة ومقابلات إعلامية[41] | 2003-2021 ·
- مشاركات كثيرة في مهرجات شعرية وأدبية في لبنان[42] والعالم العربي[43] والعالم[44] | 2003-2021
- مشاركات عديدة في مجال العلم[45] وكيفية تأثير الشعر عليه| 2003-2021
- له قصائد مغناة كثيرة[46] | 2010- 2021
- شارك في لقاء حول دور الشعر في تغيير العالم، في جامعة باريس بالتعاون مع الأونيسكو

## وصلات خارجية
- للوصول إلى موقع الشاعر ومقالاته
  - مقالاته في «السفير»
  - موقعه الإلكتروني

- مقالاته في «السفير»
- موقعه الإلكتروني